# Dekanat Grodno-Wschód
Dekanat Grodno-Wschód – dekanat w diecezji grodzieńskiej na Białorusi. W jego skład wchodzi 13 parafii.  Dziekanem jest o. Piotr Morciniec CMF.

## Lista parafii
| Lp. | Miejscowość / parafia                                                           | Proboszcz / administrator | Kościół                                                                             | Zdjęcie |
| --- | ------------------------------------------------------------------------------- | ------------------------- | ----------------------------------------------------------------------------------- | ------- |
| 1   | Grodno-Dziewiatówka Parafia Najświętszego Odkupiciela                           | o. Dmitrij Łabkow CSsR    | Kościół Najświętszego Odkupiciela w Grodnie                                         |         |
| 2   | Grodno Parafia św. Franciszka Ksawerego                                         | ks. Jan Kuczyński         | Bazylika katedralna św. Franciszka Ksawerego w Grodnie                              |         |
| 3   | Grodno Parafia św. Józefa                                                       |                           | Kościół św. Józefa w Grodnie                                                        |         |
| 4   | Grodno-Grandzicze Parafia św. Rocha                                             | ks. Wiktor Wieliwis       | Kościół św. Rocha w Grandziczach                                                    |         |
| 5   | Jeziory Parafia Chrystusa Króla                                                 | o. Piotr Morciniec CMF    | Kościół Chrystusa Króla w Jeziorach                                                 |         |
| 6   | Kaszubińce Parafia Niepokalanego Poczęcia Najświętszej Maryi Panny              | o. Piotr Morciniec CMF    | Kościół Niepokalanego Poczęcia Najświętszej Maryi Panny w Kaszubińcach              |         |
| 7   | Kozłowicze Parafia Wniebowzięcia Najświętszej Maryi Panny i św. Andrzeja Boboli | ks. Eugeniusz Borysiuk    | Kościół Wniebowzięcia Najświętszej Maryi Panny i św. Andrzeja Boboli w Kozłowiczach |         |
| 8   | Nowa Ruda Parafia św. Jerzego                                                   |                           | Kościół św. Jerzego Męczennika w Nowej Rudzie                                       |         |
| 9   | Porzecze Parafia Matki Bożej Nieustającej Pomocy                                |                           | Kościół Matki Bożej Nieustającej Pomocy w Porzeczu                                  |         |
| 10  | Przewałka Parafia św. Judy Tadeusza w Przewałce                                 | ks. Cezary Mich           | Kościół św. Judy Tadeusza w Przewałce                                               |         |
| 11  | Putryszki Parafia św. Kazimierza                                                | ks. Wiktor Wieliwis       | Kościół św. Kazimierza w Putryszkach                                                |         |
| 12  | Skidel Parafia Wniebowzięcia Najświętszej Maryi Panny i św. Józefa Rzemieślnika | ks. Cezary Mich           | Kościół św. Józefa Rzemieślnika w Skidlu                                            |         |
| 13  | Żydomla Parafia Niepokalanego Serca Najświętszej Maryi Panny                    | o. Piotr Morciniec CMF    | Kościół Niepokalanego Serca Najświętszej Maryi Panny w Żydomli                      |         |